# 郭彥騰
郭彥騰（英語：Kwok Yin Tang Marco Ada，1992年9月28日—），香港足球運動員，於英國錫菲爾大學法律系畢業，並於香港城市大學修畢法學碩士。曾經是香港的中學代表隊、香港城市大學足球隊及香港的大學代表隊成員。郭彥騰自小在聖類斯中學（小學部）和聖類斯中學接受教育，學校是港島區內少有自己足球場的學校，並在父親的勳陶和支持下，與足球結下不懈之緣，現時效力甲組公民體育會。

## 球會生涯
2003年，郭彥騰參加麥當奴足球訓練班，其後被選入地區隊訓及比賽。2005年由地區隊推薦參與香港代表隊之遴選，獲當時之總教練黎新祥青睞而入選為香港U13及U15代表隊成員，魔鬼教練黎SIR曾經講過：「呢個左腳仔，好腳法」。2009年，學業、足球難以取捨，郭彥騰最終在參加完第十屆全中國運動會足球賽事後，選擇往英國繼續升學，但期間沒有放棄足球，除了讀書之外，還有的都是足球，依然係所讀大學隊之十一人及五人隊主力。
2014年，大學畢業回港後，郭彥騰繼續完足球夢，由當年中西區之恩師推薦下往標準流浪試腳，試腳三天就被總監垂青，簽下一紙合約，正式成為第一屆港超聯之球員，期間亦參與香港五人隊的長期訓練，其後因未能兼顧，最終選擇放棄五人隊。2015年，郭彥騰本來已簽約繼續效力流浪，其後因獲香港城市大學取錄修讀法學碩士，於是放棄職業足球，但仍然為城市大學效力，並獲取2015年大專冠軍。
2014－15球季，郭彥騰會於今季下半季適當時候獲流浪安排上陣。2015年3月29日，標準流浪以0–5不敵傑志，65分鐘，郭彥騰上前爭奪皮球時被對方球員侵犯，球証直指十二碼，但隊長比圖主射被傑志門將王振鵬救出，未能為球隊破蛋。補時階段，郭彥騰在禁區「插水」領第二面黃牌被逐。2016年，郭彥騰加盟香港甲組聯賽球會花花至2018年，並於2019年新球季轉會永義地產，2022年，效力公民。

## 榮譽

### 球會
標準流浪
- 預備組聯賽冠軍（2015-16季度）

花花
- 足總盃初級組亞軍（2016-17季度、2017-18季度）

公民
- 足總盃初級組季軍（2022-23季度）

香港城市大學
- 香港大專盃冠軍（2015年）

個人
- 英國謝菲爾德華人足球賽最佳球員（2012年）
- 英國華人大學室內足球賽最佳球員（2014年）

## 外部連結
- 香港足球總會網頁球員註冊資料 （页面存档备份，存于）